# 水粉杯傘
水粉杯傘（學名：Clitocybe nebularis），分布於台灣，日本，中國，歐洲，北非與北美，為口蘑科植物，也是偶見土棲腐生野菇之一種。此種植物與杯傘相似，不過顏色較似煙雲。該菌類生長於夏天的中高海拔林區，數天生，肉質稍脆，菌蓋10cm-15cm寬，雖一般認為可食，亦有文獻記載食用後會有不適感。